# 大普雷伯洛湖

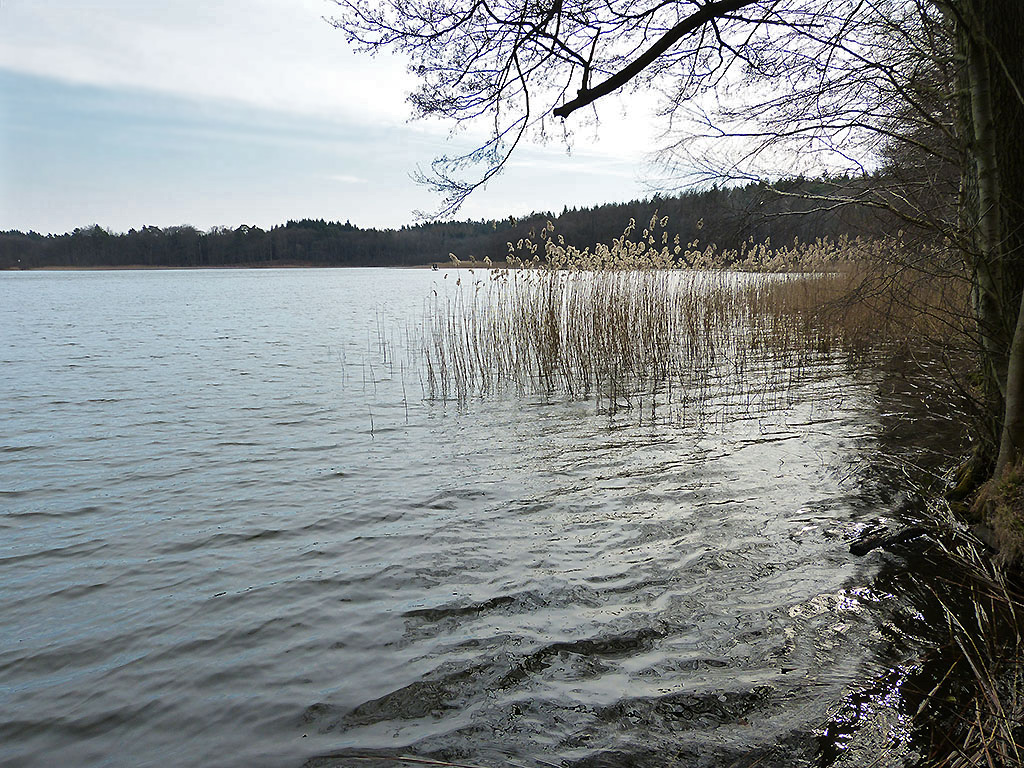

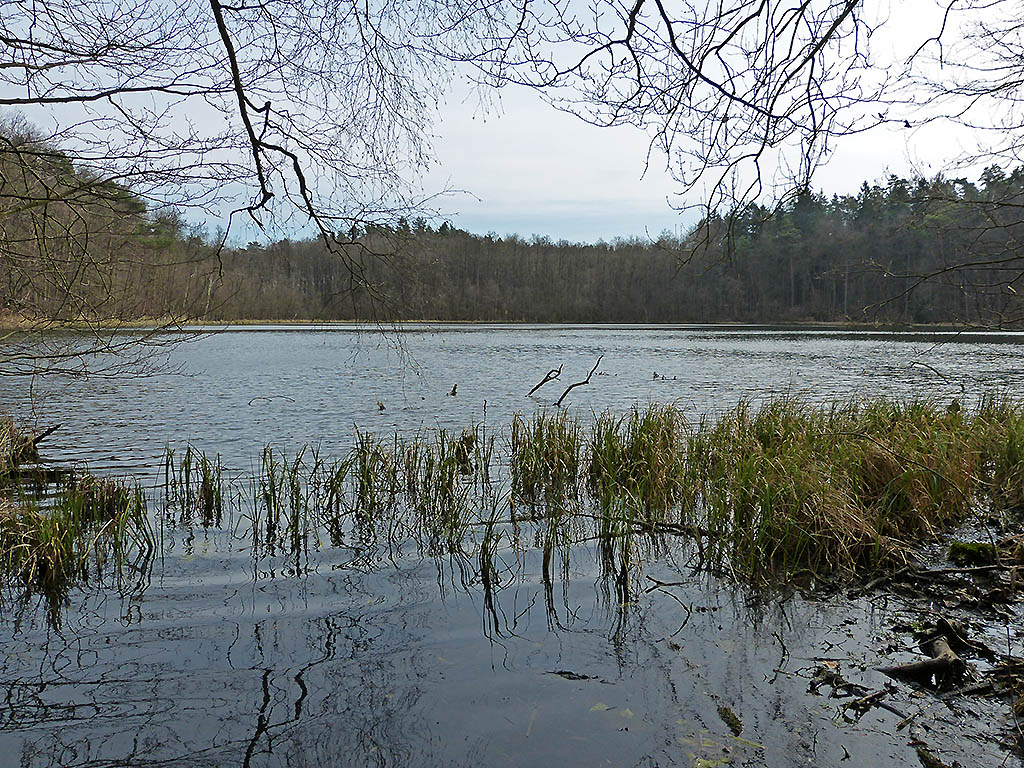

53°10′34.84″N 12°52′54.58″E / 53.1763444°N 12.8818278°E
大普雷伯洛湖（德語：Großer Prebelowsee），是德國的湖泊，位於該國西南部，由勃蘭登堡州負責管轄，面積2.8平方公里，海拔高度56米，最大水深8米，北岸有大型游泳區，東岸有露營地區。